# David Douillet

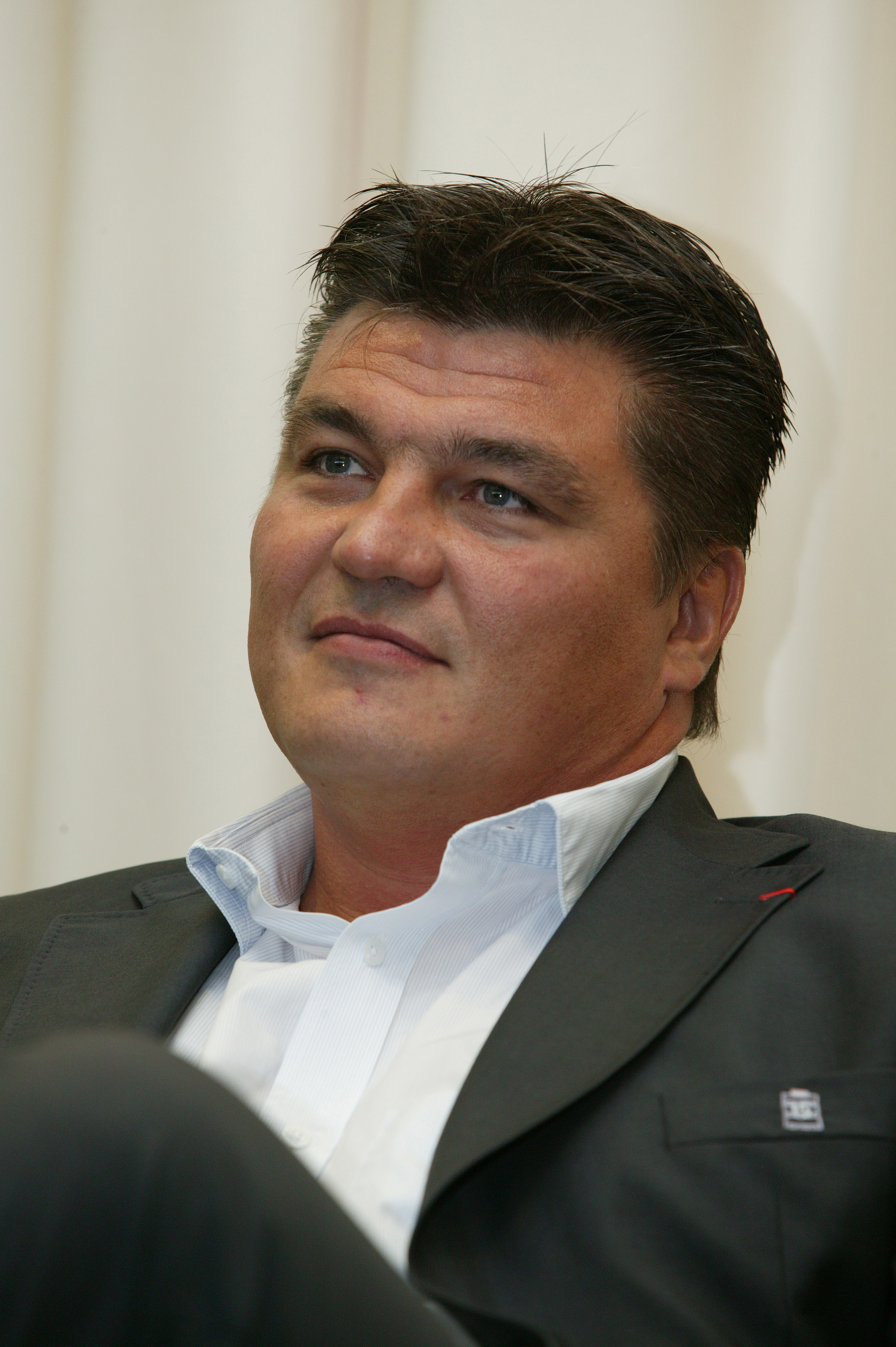
David Douillet im September 2007

David Douillet (* 17. Februar 1969 in Rouen, Frankreich) ist ein ehemaliger französischer Judoka und heutiger Politiker.
Seinen ersten großen Erfolg errang er mit dem Gewinn der Bronzemedaille im Schwergewicht bei den Olympischen Spielen in Barcelona im Jahr 1992. 1993 wurde er in Hamilton, Kanada, erster französischer Weltmeister im Schwergewicht. Diesen Titel konnte er 1995 in Chiba, Japan, verteidigen. 1996 bei den Olympischen Spielen in Atlanta wurde er schließlich Olympiasieger im Schwergewichtsjudo. Trotz eines Motorradunfalls Ende 1996 konnte er 1997 seinen Weltmeistertitel in Bercy, Frankreich, verteidigen und wurde 2000 in Sydney erneut Olympiasieger. Im Jahr 1995 und 2000 wurde er von der Sportzeitung L’Équipe zu Frankreichs Sportler des Jahres („Champion des champions“) gewählt.
Dem Ehepaar Chirac nahestehend, stellte er sich als Pate für die von Bernadette Chirac initiierte Aktion Pièces jaunes (Gelbe Münzen) zur Verfügung. Im Juli 2011 wurde er zum Staatssekretär für die Auslandsfranzosen ernannt. Vom 26. September 2011 bis zum 15. Mai war er Minister für Sport im Kabinett von Premierminister François Fillon. Der Nationalversammlung gehörte er von 2009 bis 2011 und erneut von 2012 bis 2017 an.

## Video
- Alle Videos mit David Douillet